# Ulrich Cartellieri
Ulrich Cartellieri (* 21. September 1937 in Erfurt) ist ein deutscher Bankmanager, ehemaliges Vorstandsmitglied der Deutschen Bank.

## Biografie
Cartellieris Vorfahren stammen aus einer italienischen Kaufmannsfamilie. Sein Vater Wolfgang war ein hoher Staatsbeamter, sein Großvater Alexander ein Geschichtsprofessor. Cartellieri studierte nach dem Wehrdienst Jura und Wirtschaftswissenschaften und promovierte 1966 an der Rechtswissenschaftlichen Fakultät in Köln über das Thema: Rechtliche Probleme bei Strahlenschäden : Unter bes. Berücks. d. gesetzl. Unfallversicherg. Danach war er mehrere Jahre in den USA tätig (Internationales Wirtschaftsrecht, Direktinvestitionen, Außenhandelsfragen).
1970 wechselte er zur Deutschen Bank. Seit 1972 war er in der mit der Deutschen Bank-Gruppe verbundenen Deutsch-Asiatischen Bank (European Asian Bank, später Deutsche Bank (Asia)) mit Sitz in Hamburg und Singapur tätig, ab 1975 als Mitglied, 1977 als Sprecher des Vorstands sowie von 1983 bis 1987 als Aufsichtsratsvorsitzender. Von 1981 bis 1997 war er Vorstand und danach Mitglied des Aufsichtsrates der Deutschen Bank.
Als Vorstandsmitglied war er u. a. verantwortlich für die Konzernfinanzierung, Volkswirtschaft, Devisen- und Edelmetallhandel, die Region Asien-Pazifik und Rhein-Ruhr. Da er die verstärkte Ausrichtung auf internationales Investmentbanking unter dem Vorstandsvorsitzenden Josef Ackermann mehrfach kritisierte und nicht weiter mittragen wollte, trat er am 28. Oktober 2004 von seiner Mitgliedschaft im Aufsichtsrat der Bank zurück. Cartellieri sprach sich für einen traditionelleren Kurs mit stärkerer Konzentration auf den deutschen Markt aus. In der Deutschen Bank galt er als „graue Eminenz“ mit guten Verbindungen zur Politik und war 1993 für den Posten des Wirtschafts- und Finanzministers unter Helmut Kohl im Gespräch. Von April 2000 bis zu seinem Rückzug aus der Politik im Oktober 2001 war er Schatzmeister der CDU, wofür er der Partei beitrat, ein Amt für das ihn Angela Merkel nach den Turbulenzen der Parteispendenaffäre geholt hatte. Nach seinem Rücktritt aus dieser Position 2001 trat er aus der CDU wieder aus.
Seit 1999 war er Non-Executive Director bei BAE Systems und Mitglied des Internationalen Beratergremiums der Federal Reserve Bank of New York (und dort Non-Executive Director). Er war auch u. a. Vorsitzender im Aufsichtsrat von Karstadt (1988 bis 1997), stellvertretender Aufsichtsratsvorsitzender bei Siemens (1990 bis 1998), in den Aufsichtsräten von Thyssen-Krupp (1986 bis 1997), der Solvay Deutschland (1990 bis 1997), Henkel (bis 2003), Ruhrgas AG (1991 bis 1998), der Robert Bosch GmbH (bis 2008), GEMS Oriental and General Fund (Non-Executive Director und Mitglied ihres Beratergremiums) und DEG.
Bis 1996 hatte er den Vorsitz der Deutsch-Indischen Beratergruppe in Bonn und Neu-Delhi. Er hatte den Vorsitz im Kuratorium Deutsche Nationalstiftung in Weimar, war im Rat der Gesellschaft zur Förderung des Instituts für Weltwirtschaft in Kiel und war im Kuratorium der Wirtschaftswissenschaftlichen Gesellschaft der Humboldt-Universität zu Berlin sowie im Verwaltungsrat des SEI Center for Advanced Studies der Wharton School der University of Pennsylvania. 2001 wurde er Vorsitzender des Universitätsrats der Ruprecht-Karls-Universität Heidelberg.